# Séraphin Margane de Lavaltrie
Séraphin Margane de Lavaltrie, né en 1643 à Paris et mort le 16 mai 1699 à Ville-Marie (Montréal), est un capitaine de la milice canadienne.

## Biographie
Séraphin Margane de Lavaltrie est lieutenant des gardes du maréchal Godefroi d'Estrades (Vice-Roi de la Nouvelle-France) et lieutenant du régiment de Lignières.
En 1665, Séraphin Margane de Lavaltrie arrive en Nouvelle-France comme lieutenant de la compagnie de Monteil du régiment de Carignan-Salières, puis, deux ans plus tard, comme lieutenant de la compagnie de Berthier. 
En 1668, il décide de s'établir définitivement en Nouvelle-France, lorsque le roi Louis XIV rappelle le régiment de Carignan-Salières en France. La même année, il épouse Louise Bissot, fille de François Bissot et de Marie Couillard.
Le 18 octobre 1672, Margane de Lavaltrie se fait concéder une terr  le long du fleuve Saint-Laurent par l'intendant de la Nouvelle-France, Jean Talon, qui devient la seigneurie de Lavaltrie. 
En 1687, lors d'une expédition organisé par le gouverneur de la Nouvelle-France, Jacques-René de Brisay, contre la tribu amérindienne des Tsonnontouans, membre de la confédération iroquoise, il commande l'une des quatre troupes de milice. 
En 1690, il participe à la défense de la ville de Québec lors du siège de Québec par les troupes anglaises, commandés par William Phips. 
En 1698, il est nommé capitaine de sa compagnie. La même année, sa fille, Madeleine-Louise épouse Paul d'Ailleboust de Périgny, fils de Charles-Joseph d'Ailleboust des Muceaux gouverneur de Montréal et le frère de Nicolas d'Ailleboust de Manthet, officier supérieur de l'armée canadienne.
Le 16 mai 1699, il meurt à Ville-Marie. Sa seigneurie deviendra la future ville de Lavaltrie.